# 2nd Royal Tank Regiment

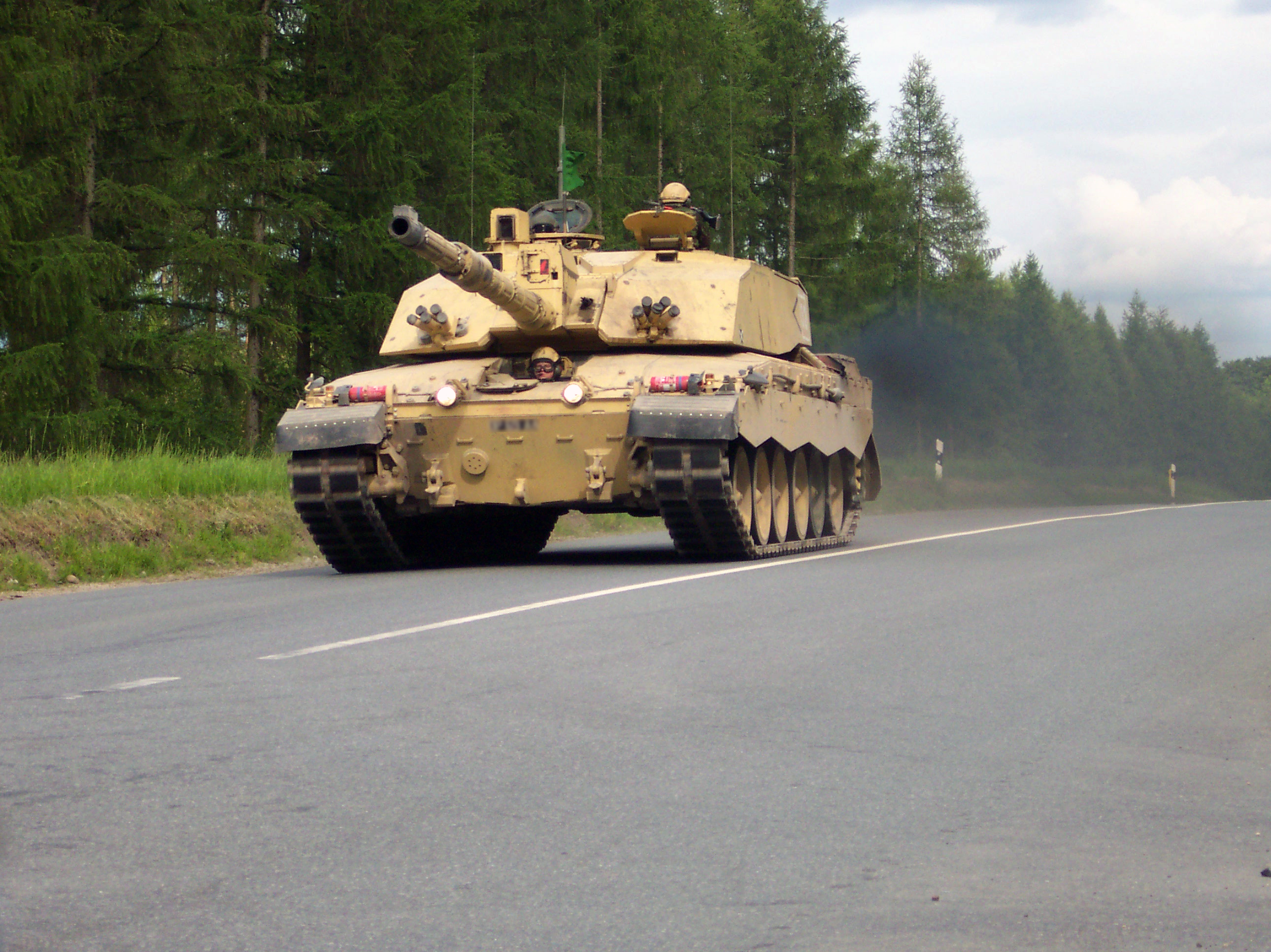
Um Challenger 2 do 2º Regimento de Tanques britânico.

O 2nd Royal Tank Regiment do Reino Unido (2 RTR) (em português: 2º Regimento Real de Tanques do Reino Unido (2 RRT)) foi um regimento blindado do Exército Britânico. Fazia parte do Regimento Real de Tanques, parte do Corpo Blindado Real e da 1ª Brigada Mecanizada.

## História
Fundada como Batalhão B, Corpo de Tanques em 1917, a 2 RTR viu pela primeira vez a ação na Primeira Guerra Mundial com o advento da tecnologia de tanques. Mais tarde lutou na Segunda Guerra Mundial. Em 1992, fundiu-se com o 3º Regimento Real de Tanques, mantendo seu próprio título original. Tornou-se o segundo regimento a ser equipado com o Challenger 2 em 1998.
Esquadrões sabre foram destacados pelo regimento para o Iraque na Operação Telic em 2003 e 2007. Após um longo período em Fallingbostel, Alemanha, o regimento voltou para o Quartel aliwal em Tidworth em julho de 2007. Em 25 de junho de 2008 no Palácio de Buckingham, tanto o 1RTR quanto o 2RTR foram apresentados com seu novo Padrão pela Rainha, que incluiu a nova Honra de Batalha de Al Basrah 2003.
Unidades foram enviadas para o Afeganistão na Operação Herrick em 2010. 
Em agosto de 2014, o regimento fundiu-se com o 1RTR para formar o Regimento Real de Tanques. O novo regimento está baseado no Quartel Aliwal em Tidworth e é um dos três regimentos blindados equipados com o tanque Challenger II. 

## Organização
O Regimento Blindado consistia em 5 esquadrões:
- Esquadrão Nero - Quartel General e Apoio
- Esquadrão ciclope - Esquadrão Blindado
- Esquadrão Badger - Esquadrão Blindado
- Esquadrão Egito - Esquadrão Blindado
- Esquadrão Falcão - Esquadrão de Reconhecimento Blindado

## Oficiais-comandantes
Os oficiais-comandantes foram:
- 1958-1960: Tenente-Coronel. Patrick R.C. Hobart:
- 1960-1963: Tenente-Coronel. A.R.E. Davis
- 1963-1965: Tenente-Coronel. John G.R. Allen
- 1965-1967: Tenente-Coronel. Douglas W.A. Ambidge
- 1967-1970: Tenente-Coronel. Thomas S.M. Welch
- 1970-1973: Tenente-Coronel. Geoffrey L.D. Duckworth
- 1973-1975: Tenente-Coronel. Michael J. Evans
- 1975-1977: Tenente-Coronel. Keith R. Ecclestone
- 1977-1979: Tenente-Coronel. Peter D. Bentley
- 1979-1980: Tenente-Coronel. William S. Bale
- 1980-1982: Tenente-Coronel. David A. Williams
- 1982-1984: Tenente-Coronel. Robert W.M. McAfee
- 1984-1987: Tenente-Coronel. Christopher Hammerbeck
- 1987-1988: Tenente-Coronel. David W. Lloyd-Edwards
- 1988-1991: Tenente-Coronel. Andrew C.I. Gadsby
- 1991-1993: Tenente-Coronel. David Leakey
- 1993-1995: Tenente-Coronel. Stephen J.B. White
- 1995-1997: Tenente-Coronel. Nigel R.F. Aylwin-Foster
- 1997-2000: Tenente-Coronel. Simon Caraffi
- 2000-2002: Tenente-Coronel. Patrick J. Allison
- 2002-2004: Tenente-Coronel. Piers D.P. Hankinson
- 2004-2006: Tenente-Coronel. John R. Patterson
- 2006-2008: Tenente-Coronel. David A. Catmur
- 2008-2010: Tenente-Coronel. T. Marcus L. Simson
- 2010-2012: Tenente-Coronel. Marcus H. Evans
- 2012-2014: Tenente-Coronel. Jason M. Williams